# Úrvalsdeild 2016
Úrvalsdeild 2016 nebo také Pepsideild 2016 byl 105. ročníkem islandské nejvyšší fotbalové ligy. Poosmé se z titulu radoval tým Fimleikafélag Hafnarfjarðar. Z ligy sestoupily Fylkir a Þróttur a v následujícím ročníku je nahradily KA Akureyri a Grindavík.

## Tabulka
| Poř. | Tým        | Z  | V  | R | P  | VG | OG | B  |
| ---- | ---------- | -- | -- | - | -- | -- | -- | -- |
| 1.   | FH         | 22 | 12 | 7 | 3  | 32 | 17 | 43 |
| 2.   | Stjarnan   | 22 | 12 | 3 | 7  | 43 | 31 | 39 |
| 3.   | KR         | 22 | 11 | 5 | 6  | 29 | 20 | 38 |
| 4.   | Fjölnir    | 22 | 11 | 4 | 7  | 42 | 25 | 37 |
| 5.   | Valur      | 22 | 10 | 5 | 7  | 41 | 28 | 35 |
| 6.   | Breiðablik | 22 | 10 | 5 | 7  | 27 | 20 | 35 |
| 7.   | Víkingur   | 22 | 9  | 5 | 8  | 29 | 32 | 32 |
| 8.   | Akranes    | 22 | 10 | 1 | 11 | 28 | 33 | 31 |
| 9.   | ÍBV        | 22 | 6  | 5 | 11 | 23 | 27 | 23 |
| 10.  | Ólafsvik   | 22 | 5  | 6 | 11 | 23 | 38 | 21 |
| 11.  | Fylkir     | 22 | 4  | 7 | 11 | 25 | 40 | 19 |
| 12.  | Þróttur    | 22 | 3  | 5 | 14 | 19 | 50 | 14 |

## Nejlepší střelci
| #  | Nár.       | Jméno           | Tým      | Góly |
| -- | ---------- | --------------- | -------- | ---- |
| 1. | Island     | Gunnlaugsson G. | Akranes  | 14   |
| 2. | Island     | Sigurdsson K.   | Valur    | 13   |
| 3. | Dánsko     | Lund M.         | Fjolnir  | 9    |
| 3. | Chorvatsko | Takic H.        | Olafsvik | 9    |
| 5. | Island     | Hauksson O.     | KR       | 8    |
| 6. | Island     | Bjornsson A.    | FH       | 7    |
| 6. | Island     | Gudjonsson T.   | Fjolnir  | 7    |
| 6. | Island     | Halldorsson H.  | Stjarnan | 7    |
| 6. | Island     | Ingasson A.     | Fylkir   | 7    |
| 6. | Island     | Karlsson O.     | VR       | 7    |

## V evropských ligách
Do předkola Ligy mistrů se probojoval pouze tým FH.
Do předkol Evropské ligy se probojovaly 3 týmy – Stjarnan a KR díky umístění v lize a Valur po vítězství v poháru.
| Soutěž   | Kolo        | #        | Zápas                         | Vý. | Celkem                |
| -------- | ----------- | -------- | ----------------------------- | --- | --------------------- |
| FH       |             |          |                               |     |                       |
| LM       | 2. předkolo | 1. zápas | FH – Víkingur Gøta            | 1:1 | FH 3:1 Víkingur       |
| LM       | 2. předkolo | Odveta   | Víkingur Gøta – FH            | 0:2 | FH 3:1 Víkingur       |
| LM       | 3. předkolo | 1. zápas | NK Maribor – FH               | 1:0 | FH 0:2 Maribor        |
| LM       | 3. předkolo | Odveta   | FH – NK Maribor               | 0:1 | FH 0:2 Maribor        |
| EL       | 4. předkolo | 1. zápas | FH – SC Braga                 | 1:2 | FH 3:5 Braga          |
| EL       | 4. předkolo | Odveta   | SC Braga – FH                 | 3:2 | FH 3:5 Braga          |
| Stjarnan |             |          |                               |     |                       |
| EL       | 1. předkolo | 1. zápas | Stjarnan – Shamrock Rovers FC | 0:1 | Stjarnan 0:2 Shamrock |
| EL       | 1. předkolo | Odveta   | Shamrock Rovers FC – Stjarnan | 1:0 | Stjarnan 0:2 Shamrock |
| KR       |             |          |                               |     |                       |
| EL       | 1. předkolo | 1. zápas | KR – SJK                      | 0:0 | KR 2:0 SJK            |
| EL       | 1. předkolo | Odveta   | SJK – KR                      | 0:2 | KR 2:0 SJK            |
| EL       | 2. předkolo | 1. zápas | Maccabi Tel Aviv FC – KR      | 3:1 | KR 1:5 Maccabi        |
| EL       | 2. předkolo | Odveta   | KR – Maccabi Tel Aviv FC      | 0:2 | KR 1:5 Maccabi        |
| Valur    |             |          |                               |     |                       |
| EL       | 1. předkolo | 1. zápas | FK Ventspils – Valur          | 0:0 | Valur 1:0 Ventspils   |
| EL       | 1. předkolo | Odveta   | Valur – FK Ventspils          | 1:0 | Valur 1:0 Ventspils   |
| EL       | 2. předkolo | 1. zápas | Valur – NK Domžale            | 1:2 | Valur 3:5 Domžale     |
| EL       | 2. předkolo | Odveta   | NK Domžale – Valur            | 3:2 | Valur 3:5 Domžale     |